# Shrimad Rajchandra

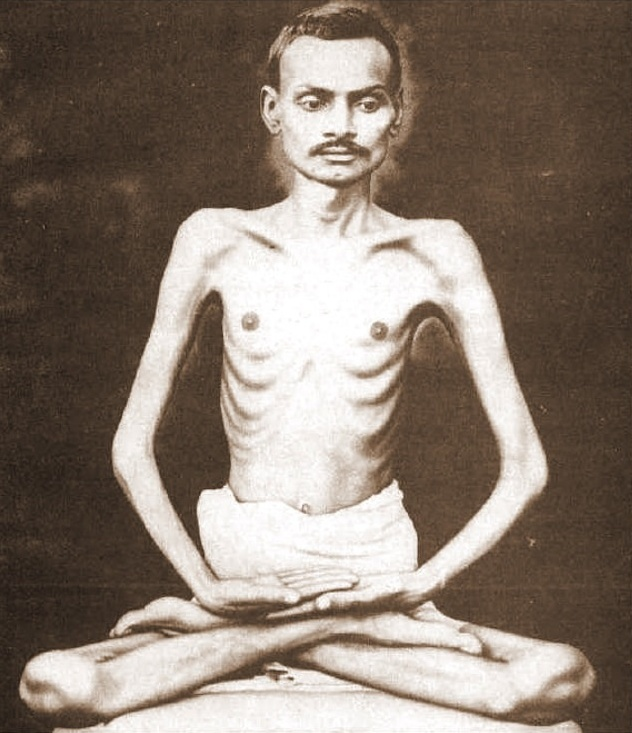
Shrimad Rajchandra

Shrimad Rajchandra oder mit Geburtsnamen Raichandbhai Ravjibhai Mehta (* 9. November 1867 in Vavaniya, Gujarat; † 9. April 1901 in Rajkot, Gujarat) war ein vom Jainismus beeinflusster Dichter und Philosoph, dessen Ideen und Lehren von Mahatma Gandhi aufgenommen und weiterentwickelt wurden.

## Leben
Shrimad Rajchandras Vater war Vaishnava-Hindu, seine Mutter stammte aus einer Jain-Familie. Bereits im Alter von 10 Jahren hielt er öffentliche Vorträge und mit 11 Jahren verfasste er Gedichte. Später widmete er sich Techniken zur Verbesserung des Gedächtnisses (shatavdhan). Im Alter von 20 Jahren heiratete er und wandte sich dem Handel mit Edelsteinen zu. Im Jahr 1891 lernte Shrimad Rajchandra  in Bombay den zwei Jahre jüngeren Mohandas Karamchand Gandhi kennen, der jedoch im Jahr 1893 nach Südafrika übersiedelte; in der Folgezeit führten beide einen intensiven Briefwechsel. Im Alter von 28 Jahren verfasste er sein Hauptwerk Atma Siddhi, eine Neuinterpretation der Jain-Lehren. Er starb im Alter von 33 Jahren.

## Ehrungen
Gandhi erwähnt Shrimad Rajchandra als seinen geistigen „Führer und Helfer“ und als seine „Zuflucht in Momenten spiritueller Krisen“ in seiner in den Jahren 1925 bis 1929 entstandenen Autobiographie The Story of My Experiments with Truth. Er bezeichnet ihn jedoch nicht als seinen Guru.

## Missionen
Missionsschulen (missions oder ashrams) der Sekte existieren bei Idar und bei Dharampur (beide in Gujarat), aber auch in der indischen Hauptstadt Delhi und in der Küstenmetropole Mumbai.